# El jardín de las delicias (álbum)
El jardín de las delicias es el décimo álbum de estudio de la banda española Los Suaves publicado el 28 de febrero de 2005.

## Temas
1. "El jardín de las delicias" (5:58)
2. "Vísperas de destrucción" (4:00)
3. "No le grites" (7:11)
4. "No me pesa, es mi amigo" (9:17)
5. "Deja de llorar, mi amor" (6:24)
6. "Piensan" (5:54)
7. "Quizás esta noche (COB)"
8. "No llegaste a mí"
9. "Noches del Long Play" (6:20)
10. "Burro cansado blues" (6:08)
11. "La última canción" (12:04)

DVD
1. "Palabras para Julia (directo)"
2. "Si pudiera (directo)"
3. "Maldita sea mi suerte (directo)"

## Personal
- Yosi Domínguez: Voz
- Alberto Cereijo: Guitarra
- Charly Domínguez: Bajo
- Tino Mojón: Batería
- Fernando Calvo: Guitarra